# ボミタバ語
ボミタバ語 (ボミタバ語：Mbomitaba)は、主にコンゴ共和国北部で用いられるバントゥー語群の言語。
中央アフリカ共和国にも数百人の話者が存在する。
Maho (2009)はC141 Enyele (Inyele)、C142 Bondongo、C142 Mbonzo (Impfondo)はボミタバ語に最も近いと述べた。